# Cartoon Network (Giappone)
Cartoon Network è un canale televisivo a pagamento giapponese gestito dalla Warner Bros. Discovery International, che trasmette principalmente serie animate. La versione giapponese è un'affiliata della sua versione omonima pan-asiatica e viene trasmessa esclusivamente in Giappone.
Il canale arrivò inizialmente nel Paese il 4 ottobre 1994 col feed pan-asiatico, salvo poi essersi separato il 1° settembre 1995.

## Storia

### Anni '90
Nel 1995, Cartoon Network è stato lanciato su vari sistemi CATV in tutto il Giappone insieme a TNT, Star TV ed altri canali TV satellitari di proprietà straniera.
Il 1° settembre 1997, Cartoon Network lanciò un feed dedicato specificamente al Giappone, chiamato Cartoon Network Japan. Trasmettendo da Tokyo sia in giapponese che in inglese, Cartoon Network Japan divenne il canale per bambini di proprietà straniera più visto in Giappone.
Nel 1999, la rete introdusse nel suo palinsesto i programmi originali Il laboratorio di Dexter, Mucca e Pollo, Io sono Donato Fidato, Ed, Edd & Eddy e Johnny Bravo. L'anno successivo, andarono in onda per la prima volta nuovi programmi, tra cui Le Superchicche, Mike, Lu & Og e Leone il cane fifone.

### Anni 2000
Nel 2001, Cartoon Network continuò a trasmettere nuovi programmi originali, come Ovino va in città, La squadra del tempo e Samurai Jack. La rete soprannominò questi programmi originali Cartoon Cartoons e li mandò in onda in un blocco omonimo di programmazione il venerdì sera.
Nel 2002, la rete ampliò Cartoon Cartoons con nuovi show come Brutti e cattivi, Whatever Happened to... Robot Jones? e Nome in codice: Kommando Nuovi Diavoli. Nel 2004, Gli amici immaginari di casa Foster fu l'unico programma a debuttare sulla rete.
Il 1° ottobre 2005, i bumper ed il logo della rete furono rinnovati.
Nel 2006, debuttarono diversi nuove serie animate di Cartoon Network, tra cui Robotboy, The Life and Times of Juniper Lee, Camp Lazlo, Hi Hi Puffy AmiYumi, Quella scimmia del mio amico e Squirrel Boy. Il soprannome Cartoon Cartoons precedentemente utilizzato per i nuovi programmi del canale fu interrotto quell'anno. 
Dal 2008, programmi più datati come Gli amici immaginari di casa Foster e Camp Lazlo hanno iniziato a essere trasmessi con minore frequenza, a favore di nuovi show come Ben 10 e The Secret Saturdays.

### Anni 2010
Il 1° ottobre 2011 il canale ha rinnovato il suo logo ed il suo  slogan, lanciando lo stesso giorno anche un feed separato in alta definizione. Nel dicembre 2012, Cartoon Network ha iniziato a trasmettere vecchi programmi, come Ben 10 e Camp Lazlo, in formato HDTV 1080i anziché SDTV 480i.
Il 4 aprile 2019, è stato introdotto NEW in 5, 6, 7 and 8, un blocco serale infrasettimanale che presentava nuovi episodi ogni ora, a partire dalle 17:00 fino alle 20:00, e il blocco Best Summer Day, dedicato all'estate.

### Anni 2020
Da febbraio 2020, come parte della campagna "Redraw Your World", si sono tenuti eventi fisici organizzati da Cartoon Network e Crayola nei centri commerciali di tutto il paese.

## Blocchi

### Attualmente in onda

#### Boomerang

Logo del blocco

Similmente a quanto originariamente faceva Boomerang, questo blocco (in onda tutti i giorni, dalle 23:00 all'1:00) trasmette cartoni animati classici occidentali come I pronipoti e Birdman, insieme a classici giapponesi come Kimba - Il leone bianco e Triton.

#### Cartoon Midnight
Cartoon Midnight è un blocco di seconda serata (da domenica a venerdì, a mezzanotte) in cui vengono proiettati vari film internazionali e d'autore.

#### Cartoon Network Popcorn
Inizialmente Cartoon Network Theatre, Cartoon Network Popcorn presenta in anteprima film d'animazione e no, adatti a tutta la famiglia.

#### Cartoon Network Nite
Cartoon Network Nite è un blocco di mezzanotte che trasmette anime come Assassination Classroom, One-Punch Man e serie animate originali di Cartoon Network come Regular Show e Leone il cane fifone. Il blocco è andato in onda per la prima volta il 5 luglio 2021.

#### Cartoonito

Logo del blocco

Cartoonito è stato rilanciato come blocco di programmazione mattutino su Cartoon Network il 1° marzo 2022. Va in onda ancora oggi.

### Non più in onda

#### Pipora Pepora
Pipora Pepora era un blocco di programmazione simile a Cartoonito, quindi dedicato alle serie per bambini prescolari. Presentato dagli omini di pan di zenzero, il blocco trasmetteva cartoni animati per bambini da tutto il mondo, come Peppa Pig, Noukie's Pictures e Papillon e Mamillon.

#### Toonami
Basato sul blocco americano Toonami, il blocco trasmetteva programmi come Teen Titans e The Batman.

#### Gururi! World Tour
Il blocco Gururi! World Tour era una vetrina per vari cartoni animati stranieri.

## Loghi

1° settembre 1997 - 1° ottobre 2006
1° ottobre 2006 - 1° ottobre 2011
In uso dal 1° ottobre 2011